# George Walter Thornbury
George Walter Thornbury (født 13. november 1828 i London, død 11. juni 1876 sammesteds) var en britisk forfatter. 
Thornbury studerede teologi, men opgav studiet. Han kastede sig over litteraturen og blev en flittig og mangesidig forfatter. Han var Dickens' medarbejder ved Household Words og All the Year Round og skrev en mængde forskellige artikler. Foruden en del nu glemte romaner har han skrevet Shakespeare's England (2 bind 1856), British Artists, from Hogarth to Turner (1861) samt Life of J. M. W. Turner (2 bind, 1861). Endnu kan nævnes hans ufuldendte værk om London: Old and New London (2 bind, 1872—76), der efter hans død blev fuldført af Edward Walford.